# Robert Jordan
Pour les articles homonymes, voir Jordan et O'Neal.
Œuvres principales
- Cycle La Roue du temps

Robert Jordan, nom de plume de James Oliver Rigney, Jr., né le 17 octobre 1948 à Charleston en Caroline du Sud et mort le 16 septembre 2007, est un auteur américain de fantasy connu notamment pour le cycle littéraire La Roue du temps.

## Biographie
Robert Jordan est né à Charleston en Caroline du Sud. Il a servi deux ans pendant la guerre du Viêt Nam (de 1968 à 1970) dans l'armée américaine, ce qui lui a valu plusieurs décorations militaires. Après son retour du Viêt Nam, il étudie la physique dans une école militaire. Une fois diplômé, il travaille pour l'U.S. Navy en tant qu'ingénieur spécialisé dans le nucléaire. Il commence à écrire en 1977.
D'après l'auteur, le nom de plume Robert Jordan ne vient pas du personnage principal du livre Pour qui sonne le glas d'Ernest Hemingway, mais bien d'une liste qu'il a composée à partir de ses initiales. Sous d'autres noms de plume, il a également écrit des romans historiques (signés Reagan O'Neal) et des westerns (signés Jackson O'Reilly).
Le 23 mars 2006, il a annoncé, être atteint d'une maladie orpheline rare et grave, l'amylose, le traitement qu'il suivait pouvait lui laisser une espérance de vie moyenne de quatre ans. Mais le 16 septembre 2007, Robert Jordan a finalement été emporté par la maladie.
Son œuvre la plus connue est La Roue du temps.

## Œuvres

### Série desFallon(non traduite en français)
- The Fallon Legacy (1981)
- The Fallon Pride (1982)
- The Fallon Blood (1995)

### SérieConan
- Conan le défenseur (Conan the Defender, 1982)
- Conan l'invincible (Conan the Invincible, 1982)
- Conan le triomphant (Conan the Triumphant, 1983)
- Conan l'inconquis (Conan the Unconquered, 1983)
- Conan le destructeur (Conan the Destroyer, 1984)
- Conan le magnifique (Conan the Magnificent, 1984)
- Conan le victorieux (Conan the Victorious, 1984)
- Conan le roi des voleurs (Conan: King of Thieves, 1984)

### SérieLa Roue du temps
Robert Jordan a écrit les onze premiers romans de cette série. Avant sa mort, il a rédigé une partie de ce qui devait être le douzième et dernier roman et laissé à sa femme des notes suffisamment complètes pour permettre son achèvement. Brandon Sanderson a repris son travail et trois romans complètent la série.
| N° | Édition originale      | Édition originale | N° | Édition par Rivages et Fleuve noir | Édition par Rivages et Fleuve noir | N° | Édition de Bragelonne      | Édition de Bragelonne |
| -- | ---------------------- | ----------------- | -- | ---------------------------------- | ---------------------------------- | -- | -------------------------- | --------------------- |
| 0  | New Spring             | 2004              |    |                                    |                                    | 0  | Nouveau Printemps          | 2012                  |
| 1  | The Eye of the World   | 1990              | 1  | La Roue du temps                   | 1995                               | 1  | L'Œil du monde             | 2012                  |
| 1  | The Eye of the World   | 1990              | 2  | L'Œil du monde                     | 1995                               | 1  | L'Œil du monde             | 2012                  |
| 2  | The Great Hunt         | 1990              | 3  | Le Cor de Valère                   | 1996                               | 2  | La Grande Quête            | 2012                  |
| 2  | The Great Hunt         | 1990              | 4  | La Bannière du dragon              | 1997                               | 2  | La Grande Quête            | 2012                  |
| 3  | The Dragon Reborn      | 1991              | 5  | Le Dragon réincarné                | 1998                               | 3  | Le Dragon réincarné        | 2012                  |
| 3  | The Dragon Reborn      | 1991              | 6  | Le Jeu des ténèbres                | 1999                               | 3  | Le Dragon réincarné        | 2012                  |
| 4  | The Shadow Rising      | 1992              | 7  | La Montée des orages               | 2000                               | 4  | Un lever de ténèbres       | 2012                  |
| 4  | The Shadow Rising      | 1992              | 8  | Tourmentes                         | 2000                               | 4  | Un lever de ténèbres       | 2012                  |
| 5  | The Fires of Heaven    | 1993              | 9  | Étincelles                         | 2001                               | 5  | Les Feux du ciel           | 2013                  |
| 5  | The Fires of Heaven    | 1993              | 10 | Les Feux du ciel                   | 2002                               | 5  | Les Feux du ciel           | 2013                  |
| 6  | Lord of Chaos          | 1994              | 11 | Le Seigneur du chaos               | 2003                               | 6  | Le Seigneur du chaos       | 2014                  |
| 6  | Lord of Chaos          | 1994              | 12 | L'Illusion fatale                  | 2004                               | 6  | Le Seigneur du chaos       | 2014                  |
| 7  | A Crown of Swords      | 1996              | 13 | Une couronne d'épées               | 2007                               | 7  | Une couronne d'épées       | 2015                  |
| 7  | A Crown of Swords      | 1996              | 14 | Les Lances de feu                  | 2007                               | 7  | Une couronne d'épées       | 2015                  |
| 8  | The Path of Daggers    | 1998              | 15 | Le Sentier des dagues              | 2008                               | 8  | Le Chemin des dagues       | 2016                  |
| 8  | The Path of Daggers    | 1998              | 16 | Alliances                          | 2008                               | 8  | Le Chemin des dagues       | 2016                  |
| 9  | Winter's Heart         | 2000              | 17 | Le Cœur de l'hiver                 | 2009                               | 9  | Le Cœur de l'hiver         | 2018                  |
| 9  | Winter's Heart         | 2000              | 18 | Perfidie                           | 2009                               | 9  | Le Cœur de l'hiver         | 2018                  |
| 10 | Crossroads of Twilight | 2003              | 19 | Le Carrefour des ombres            | 2010                               | 10 | Le Carrefour du crépuscule | 2020                  |
| 10 | Crossroads of Twilight | 2003              | 20 | Secrets                            | 2010                               | 10 | Le Carrefour du crépuscule | 2020                  |
| 11 | Knife of Dreams        | 2005              | 21 | Le Poignard des rêves              | 2010                               | 11 | Le Poignard des rêves      | 2021                  |
| 11 | Knife of Dreams        | 2005              | 22 | Le Prince des corbeaux             | 2010                               | 11 | Le Poignard des rêves      | 2021                  |
| 12 | The Gathering Storm    | 2009              |    |                                    |                                    | 12 | La Tempête imminente       | 2021                  |
| 13 | Towers of Midnight     | 2010              |    |                                    |                                    | 13 | Les Tours de Minuit        | 2022                  |
| 14 | A Memory of Light      | 2013              |    |                                    |                                    | 14 | Un souvenir de lumière     | 2022                  |

- The World of Robert Jordan's the Wheel of Time (1998, livre présentant le monde dans lequel se déroule La Roue du temps, en collaboration avec Teresa Patterson).

### Romans indépendant
- (en) Cheyenne Raiders, 1982Roman rédigé sous le pseudonyme Jackson O'Reilly, non traduit en français
- Le Guerrier des Altaii, Bragelonne, 2020 ((en) Warrior of the Altaii, 2019)Roman posthume, rédigé dès 1977